# Paratendipes tristictus
Paratendipes tristictus är en tvåvingeart som först beskrevs av Jean-Jacques Kieffer 1922.  Paratendipes tristictus ingår i släktet Paratendipes och familjen fjädermyggor.
Artens utbredningsområde är Taiwan. Inga underarter finns listade i Catalogue of Life.